# Darou Hidjiratou
Darou Hidjiratou est une localité du Sénégal, située dans la communauté rurale de Bonconto, le département de Vélingara et la région de Kolda, en Casamance, dans le sud du pays,.

## Islam chiite
En tant que centre majeur de l'islam chiite au Sénégal, il abrite la grande mosquée Al Hassanayni de Darou Hidjiratou, la plus grande mosquée de l'arrondissement de Bonconto.
Darou Hidjiratou est important parce qu’il est le lieu où est enterré Chérif Al-Hassane Aïdara, un grand mystique spirituel de la tariqa tijaniya.
Le village de Darou Hidjiratou est également le lieu de naissance de Chérif Mohamed Aly Aïdara, chef religieux chiite et président fondateur de l’ONG Institut Mozdahir International (IMI). Lui-même fils de Cherif Al-Hassane Aidara, ainsi que son frère Cherif Habib Aidara maire de la commune de Bonconto.

## Villages
La zone Darou Hijiratou est composée de 8 villages : Darou Hijiratou (Darou Idjiratou), Amanatoulaye, Fass, Afia, Pakinia Sinthiang, Pakinia Paoundé, Hamdalaye Kouta, et Moundou Sankoulé. Le village de Darou Hijiratou compte environ 1 580 personnes (année 2010).

## Personnalités influentes
Darou Hidjiratou est important en tant que lieu de naissance d'une importante famille musulmane chiite au Sénégal, notamment,:
- Chérif Habibou Aïdara, le maire de la communauté rurale de Bonconto
- Chérif Mohamed Aly Aïdara, fondateur de l'ONG Institut Mozdahir international (IMI) (frère de Chérif Habibou Aïdara)